# Kazimierz Lewicki (1884–1948)
Kazimierz Lewicki (ur. 1884 w Gajach Niżnych, zm. 4 lipca 1948 w Krakowie) – polski historyk, nauczyciel. 

## Życiorys
Ukończył filologię na Uniwersytecie Jana Kazimierza we Lwowie. Najpierw pracował w Stanisławowie. Był pierwszym dyrektorem Państwowego Gimnazjum im. Jana Zamoyskiego w Zamościu (1916–1925). Uczył języka polskiego i łaciny. W latach 1918–1926 był radnym miejskim Zamościa. W 1926, jako wizytator szkół w Kuratorium Okręgu Szkolnego Lubelskiego, został mianowany na stanowisko dyrektora Państwowego Gimnazjum im. Hetmana Jana Zamoyskiego w Zamościu. Pozostawał nim do 1932. Był prezesem Oddziału Zamojskiego Towarzystwa Nauczycieli Szkół Średnich i Wyższych oraz Honorowym Obywatelem miasta Zamościa. Pełnił funkcję prezesa Towarzystwa Przyjaźni Polsko-Bułgarskiej. Prywatnie był bibliofilem. Od 1932 do 1948 był dyrektorem Państwowego Liceum i Gimnazjum im. Bartłomieja Nowodworskiego w Krakowie. Był także przewodniczącym Sekcji Dyrektorów Szkół Średnich Ogólnokształcących ZNP.
Zmarł 4 lipca 1948 w Krakowie. Został pochowany na cmentarzu Rakowickim w Krakowie (kwatera LXX-płn-31).
Także 4 lipca 1948 w Krakowie zmarł inny profesor gimnazjalny Kajetan Golczewski.

## Ordery i odznaczenia
- Złoty Krzyż Zasługi (9 listopada 1931)[6]
- Srebrny Wawrzyn Akademicki (7 listopada 1936)[7]

## Wybrane publikacje
- S. F. Klonowicza "Victoria Deorum" : (na tle literatury renesansowej), Stanisławów 1911.
- Szkoła jako teren propagandy bibljofilskiej : [referat wygłoszony w r. 1926. na Drugim Zjeździe Bibljofilów Polskich w Warszawie], Warszawa: Towarzystwo Bibljofilów Polskich w Warszawie 1928.
- Geneza idei Unji Brzeskiej, Lwów: Seminarjum Historji Polski Uniw. J. K. 1929.
- Książę Konstanty Ostrogski a Unja Brzeska 1596 r., Lwów: Archiwum Towarzystwa Naukowego we Lwowie, 1933. (Archiwum Towarzystwa Naukowego we Lwowie. Wydział II, Historyczno-Filozoficzny. Tom XI. Zeszyt I.)